# 全国犯罪被害者の会
全国犯罪被害者の会（ぜんこくはんざいひがいしゃのかい、あすの会）は、日本で2018年まで活動していた犯罪被害者の支援組織。解散後、2022年に「新全国犯罪被害者の会」（新あすの会）が再結成された（後述）。
「犯罪被害者の権利確立」「被害回復制度の確立」「被害者の支援」を柱に、2000年1月23日に開催された第1回シンポジウム「犯罪被害者は訴える」を通して結成された任意団体である。日本における死刑制度には賛成・維持・推進の姿勢をとっていた。英語名はNational Association of Crime Victims and Surviving Families（略称：NAVS）。

## 概要

### 会の設立目的
岡村勲（元日本弁護士連合会副会長）は、仕事で逆恨みされ、1997年10月、夫人を殺害されたことで犯罪被害者となった（岡村勲弁護士夫人殺害事件）。法廷では、犯罪被害者には何一つ権利がないことを痛感し、犯罪被害者が裁判から排除されている現状を新聞に投稿した。
それを読んだ林良平（西成看護師殺人未遂事件被害者の夫）は、岡村に「立ち上がって頂けませんか」と手紙を出し、光市母子殺害事件の被害者遺族である本村洋らと共に、遺族5人が岡村の法律事務所に初めて集まった。岡村勲の提案により、2000年1月23日に第一回シンポジウム「犯罪被害者は訴える」が開催された。犯罪被害者自らが権利と被害回復制度の確立を求めて、「犯罪被害者の会」（全国犯罪被害者の会）を設立したことから、この市民運動が始まった。
当時、被害者には僅かな犯罪被害者等給付金以外の公的支援はなく、好奇と偏見の目に晒され極めて惨めなものだった。葬式も出さないうちから警察の捜査に協力させられ、起訴状も貰えず、裁判の日も、判決の日も知らされなかった。また、犯罪で怪我をしても治療費は被害者負担だった。さらに裁判では被害者は証拠品扱いにされ、事件当事者にも関わらず、裁判から完全に除外され、蚊帳の外に置かれていた。岡村らはその状況を社会に訴え、「犯罪被害者の権利」と「被害回復制度の確立」を目指して、国や社会に働きかけた。その経緯は『雲外蒼天』『一瀉千里』「犯罪被害者の声が聞こえますか」に綴られている。
犯罪被害者自ら初めて立ち上がり、被害者救済運動を起こしたのは、市瀬朝一であったが、その市民運動は既に消退して30数年過ぎていた。市瀬朝一については、新聞記者として当時取材していた飯島尚幸が、2006年の犯罪被害者週間創設記念大会で語っている。

### 元役員
- 代表幹事 - 松村恒夫（文京区幼女殺人事件遺族）
- 代表幹事代行 - 林良平（西成看護師殺人未遂事件被害者の夫[7]）
- 副代表幹事 - 土師守（神戸連続児童殺傷事件遺族）、高橋正人（弁護士）、後藤啓二（弁護士）
- 幹事 - 猪野京子（桶川ストーカー殺人事件遺族）、假谷実（公証人役場事務長逮捕監禁致死事件遺族）、内村和代、高橋幸夫、本村洋（光市母子殺害事件遺族）、岡崎后生、松尾明久、渡辺保（横浜OL殺害事件遺族）、辻内衣子
- 会計監査 - 田村紀久子
- 顧問 - 岡村勲（弁護士・岡村勲弁護士夫人殺害事件遺族）、諸澤英道（被害者学学者・元常磐大学学長）

## 会の動向
2000年に岡村勲が『文藝春秋』に寄稿した「私は見た『犯罪被害者』の地獄絵」を読んで、感銘を受けた母校の一橋大学出身者らを中心に、「犯罪被害者の会を支援するフォーラム」が結成され支援が始まった。発起人代表は、瀬戸内寂聴（作家）、石原慎太郎（東京都知事）、樋口廣太郎（アサヒビール名誉会長）、奥田碩（経団連会長・如水会理事長）、事務局長・高橋宏（首都大学東京理事長、一橋総研理事長、如水会副理事長）、（如水会理事兼事務局長）らであり、精神的・経済的に「あすの会」を土台から支援していた。
「犯罪被害者の会を支援するフォーラム」から精神的、資金的に多大な支援を受けた「あすの会」には、多くの寄付金が寄せられ、会費は無料であった。一方、白井孝一弁護士を代表とする顧問弁護団も結成されて各種の改革法案が練られた。
こうした「あすの会」の活動により、刑事犯罪に長年目を瞑っていた国や国民は、再び大きく動き始めた。しかし、日本弁護士連合会（日弁連）は、国民はもちろん法曹三者の間でも実質的な議論が深まっていないことや、「被害者と司法を考える会」の例を挙げ、犯罪被害者側にも反対意見があることなどを指摘した上で、「現時点において直ちに被害者参加制度を導入することは刑事裁判の本質に照らし将来に取り返しのつかない禍根を残す」
として、性急な制度導入に反対した。日弁連は2017年に至って、人権擁護大会で犯罪被害者への支援充実を決議したが、「あすの会」を支援してきた弁護士からは、被害者支援に反対してきた日弁連のそれまでの活動に対して批判があり、反省する文言を入れた修正案も提起されたが賛成は少数だった。
「あすの会」は、日本の司法制度改革を目指して2002年と2004年の二回にわたりヨーロッパへ調査団を派遣し、全国大会を開催し合意を図りつつ活動して行った。
岡村勲は、第13回国際被害者学シンポジウムで特別講演を持ち、国際理解を得ながら日本全国50か所で街頭署名活動を行い、557,215名の署名を集めて内閣総理大臣に提出した。
林良平らは、犯罪被害者の現状を国民に広く知ってもらうために、人形劇『悲しみの果てに～絶望』を全国公演する一方で、地方自治法99条に基づく陳情活動も行い、117都道府県市町議会の賛同を得た。その結果、犯罪被害者やその遺族を支援する以下の法律・制度が整備された。
- 犯罪被害者等基本法
- 被害者参加制度
- 損害賠償命令制度
- 公訴時効を廃止する法律
- 犯罪被害者週間の創設
- 警察庁による公的懸賞金制度の実現
- 犯罪被害者等給付金支給法の改正
- 改正少年法

「犯罪被害者等基本法」は2004年、中学校、高校の教科書に掲載され、2010年の創立10周年記念シンポジウムでは、「犯罪被害者の会を支援するフォーラム」発起人代表である石原慎太郎（東京都知事）から、「歴史に刻まれる尊い闘いである」との祝辞があった。
「あすの会」の活動は、捜査や裁判のためにや被害を受けた苦しみを、後世の被害者に再び味わわせたくない一心の市民運動であり、設立当事者に恩恵は及ばなくとも、あすの犯罪被害者が落胆しなくて済むようにと願い「あすの会」と命名された。その活動は、写真と共に「あすに生きる」と題する記録本にし、2018年6月3日、当時の法務大臣上川陽子、元法務大臣の保岡興治と杉浦正健および山下貴司法務大臣政務官らも出席して、第16回全国犯罪被害者大会が開催されて解散した。

## 会の成果
全国犯罪被害者の会（通称「あすの会」）の活動により、2004年に犯罪被害者等基本法が成立した。この基本法によって「単に恩恵を受ける存在ではない犯罪被害者の権利」が確立し、「犯罪被害者が法廷に立って意見を直接述べる被害者の権利」が初めて認められたのである。次いで2005年に、同法に基づいて犯罪被害者等基本計画が閣議決定され、2006年より犯罪被害の認識を国民に広めるための犯罪被害者週間も始まった。2007年には刑事訴訟法や「犯罪被害者等の保護を図るための刑事手続に付随する措置に関する法律」が、被害者の権利拡充の観点から大きく改正されて、被害者参加制度と損害賠償命令制度が創設された。これにより、犯罪被害者が検察官の傍で直接、刑事裁判で声をあげることができるようになり、別途に民事訴訟を起こさなくても、刑事の裁判官が速やかに損害賠償を命じることができるようになった。2008年には「犯罪被害者等給付金の支給等による犯罪被害者等の支援に関する法律」の改正により、国から被害者への経済的な補償（給付金）が拡充され、同年には改正少年法も成立して、家庭裁判所での審判を被害者が直接傍聴することが可能となった。少年法は2014年に再度改正され少年への刑期が長くなった。
2010年に公訴時効を廃止する法律が成立して即日施行され、重大犯罪者の逃げ得を許さず、被害者の「真実を知る権利」が保障され、国民は逃げまどう犯人から守られるようにもなった。
そして2017年、「犯罪被害者等給付金の施行規則」が改正されて、親族間の犯罪では原則不支給（国家公安委員会規則)であったものが、原則支給される事となり、8歳未満の遺児がいる場合は、支給額が増額改正され、2018年4月から施行された。
裁判所へ行く旅費や日当が支給され、国選被害者参加弁護士も付き、経済補償制度も改正され、犯罪被害者の権利が大幅に改善された。
|                      | 以前     | 施行後       |
| -------------------- | -------- | ------------ |
| 記録の閲覧・謄写     | 不可     | 裁判前でも可 |
| 検察官の説明         | 門前払い | 有           |
| 裁判期日の通知       | 無       | 有           |
| 優先傍聴席           | 無       | 有           |
| 在廷権               | 無       | 有           |
| 被告人質問           | 不可     | 可           |
| 情状証人への尋問     | 不可     | 可           |
| 求刑意見など         | 不可     | 可           |
| 遮蔽処置             | 限定的   | 有           |
| 国選被害者参加弁護士 | 無       | 有           |
| 旅費・日当           | 無       | 有           |
| 損害賠償命令         | 無       | 有           |

|                | 以前                  | 施行後                 |
| -------------- | --------------------- | ---------------------- |
| 遺族給付金額   | 最高560万円～1600万円 | 最高1200万円〜3000万円 |
| 重傷病給付金   | 最大1年分の治療費     | 最大3年分の治療費      |
| 休業補償       | 無                    | 有                     |
| 障害給付金     | 最高1450〜1850万円    | 最高2200〜4000万円     |
| 親族間の犯罪   | 無                    | 満額支給               |
| 仮払い         | 無                    | 有                     |
| 国外犯罪の補償 | 無                    | 一部有                 |

|                  | 以前             | 施行後                                 |
| ---------------- | ---------------- | -------------------------------------- |
| 殺人等の重大犯罪 | 15年〜25年の時効 | 完全廃止・その他の犯罪も時効期間の延長 |

|                  | 以前 | 施行後 |
| ---------------- | ---- | ------ |
| 記録の閲覧・謄写 | 不可 | 可     |
| 審判の傍聴       | 不可 | 可     |
| 裁判所による説明 | 無   | 有     |

## 新全国犯罪被害者の会（新あすの会）
2022年に発足し、代表幹事に就任した岡村勲は被害者の生活苦が改善されていないため再結成を決めたと述べた。加害者に損害賠償が命じられても大半が支払われないのが実情で、政府に被害者支援庁の創設を働きかけるといった活動に取り組む。
2025年2月24日、岡村勲が死去。2025年6月、静岡県弁護士会の白井孝一弁護士が代表幹事に就任した。